# Twilight Zone (Ariana-Grande-Lied)
Twilight Zone ist ein Lied der US-amerikanischen Sängerin Ariana Grande aus dem Album Eternal Sunshine Deluxe: Brighter Days Ahead, der 2025 erschienenen Neuauflage ihres siebten Studioalbums Eternal Sunshine aus dem Jahr 2024. Der Song wurde am 8. April 2025 durch Republic Records im amerikanischen Contemporary Hit Radio als Leadsingle für das Deluxe-Album veröffentlicht.
Der Liedtext wurde von Grande geschrieben, die zusammen mit Max Martin und Ilya Salmanzadeh den Song auch komponiert und produziert hat. Twilight Zone debütierte auf Platz 18 in den Billboard Hot 100 und Platz sieben in den Billboard Global 200. Außerhalb der Vereinigten Staaten erreichte Twilight Zone die Top 10 in den Philippinen, Singapur und dem Vereinigten Königreich, sowie die Top 20 in Australien, Irland und Neuseeland.

## Hintergrund und Veröffentlichung
Twilight Zone ist nach der US-amerikanischen Fernsehserie The Twilight Zone benannt, über die Grande in den Jahren vor der Veröffentlichung des Songs immer wieder gesprochen und Bezug genommen hatte. Am 30. Oktober 2019 verkleidete sich Grande zu Halloween als schweinsgesichtige Version ihrer selbst, direkt inspiriert von der Episode Eye of the Beholder (deutscher Titel: Fluch der Schönheit, 1959). Am 17. März 2025 wurde bekannt gegeben, dass der Track auf der Deluxe-Edition ihres 2024 veröffentlichten Albums Eternal Sunshine erscheinen wird.

## Komposition und Text
Twilight Zone ist ein Synthie-Pop-Song, der mit einer „zarten, ätherischen Melodie“ beginnt und minimalistisch mit einem „eindringlichen“ Unterton vor „verträumten Synthesizern und einer täuschend luftigen Produktion“ weitergeht und damit Grandes Gesang zum „Leuchten“ bringt. Die Sängerin präsentiert ihre höhere Stimmlage, um damit „emotionale Tiefe“ auszudrücken. Der Song behandelt surreale Themen im Kontext von Liebe und Leben in Verbindung mit Chillwave-ähnlichen Klängen, die im gesamten Lied eine mysteriöse Atmosphäre erzeugen. Grande nutzt die Metapher der Dämmerungszone (englisch: twilight zone), um ihre Verwirrung darüber auszudrücken, dass eine frühere Beziehung stattgefunden hat.
Das Lied wurde als Anspielung Grandes auf ihre Beziehung zu ihrem Ex-Mann Dalton Gomez verstanden, mit der sie ihm eine letzte Botschaft übermittelte. Die Sängerin kann nicht glauben, dass die Beziehung stattgefunden hat.

## Rezensionen
Marcus Adetola von Neon Music fand das Lied „eindringlich, unvollendet“, aber mit einer „ehrlicheren“ Darbietung, als es ein ausgefeilteres Musikstück könnte. Adetola bezeichnete den Song als „den Song, der leise am tiefsten schneidet“ und der eines Künstlers sei, der Selbstreflexion betrieben habe, um mit einer klaren Botschaft zurückzukommen. Für Jordi Bardají von Jenesaispop fühlte sich das Lied wie eine Fortsetzung ihrer Single We Can't Be Friends (Wait for Your Love) aus dem Jahr 2024 an und verwies auf Ähnlichkeiten in Klang und Konzept. In einer Rangliste aller Titel der Deluxe-Edition für das Billboard-Magazin platzierte Kyle Denis den Track auf Platz drei und meinte, dass das Lied durch einen „düsteren, von Max Martin gesteuerten Synthie-Pop-Beat“ „etwas Schwung“ in die Trackliste bringt, während es textlich „direkter in die Ästhetik des Scheidungsalbums“ spielt, als die Titel der Standard-Edition.

## Chartplatzierungen
| ChartsChartplatzierungen       | Höchstplatzierung | Wochen |
| ------------------------------ | ----------------- | ------ |
| Deutschland (GfK)              | 89 (1 Wo.)        | 1      |
| Schweiz (IFPI)                 | 47 (1 Wo.)        | 1      |
| Vereinigtes Königreich (OCC)   | 5 (9 Wo.)         | 9      |
| Vereinigte Staaten (Billboard) | 18 (10 Wo.)       | 10     |